# Cuitlauzina pendula
Cuitlauzina pendula es una especie de orquídea epifita. Es originaria de México.

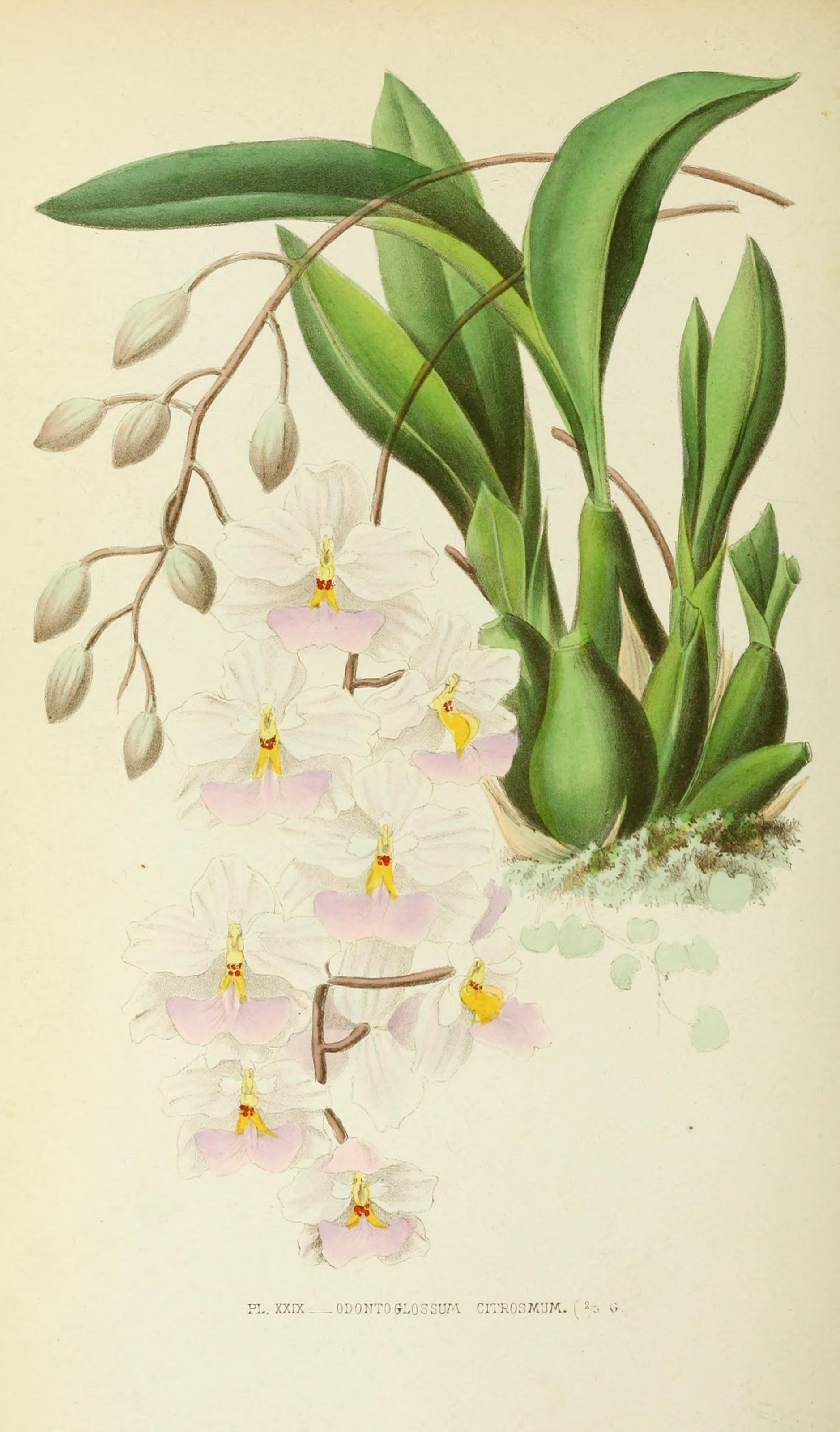
Ilustración

## Descripción
Es una orquídea de pequeño y mediano tamaño, con hábitos de epífita  y en algún momento terrestre con un corto rizoma que lleva  pseudobulbos  ovoides, agrupados, comprimidos, de color verde, sulcados con la edad que llevan 2 hojas apicales, coriáceas, ampliamente liguladas, agudas u obtusas. Florece en el final de la primavera y el otoño en una inflorescencia axilar, colgante, de 30 cm  de largo, cilíndrica con varias flores, inflorescencia racemosa que surge verticalmente fuera de una vaina de la hoja de un pseudobulbo recién formado, con las flores cerosas de larga vida y con aroma de limón, agrupadas hacia el ápice.

## Distribución y hábitat
Se distribuye por Sinaloa, Jalisco y Michoacán en México en los bosques de roble y pino en elevaciones de 1400 a 2200 metros. 

## Taxonomía
Cuitlauzina pendula fue descrita por La Llave & Lex.   y publicado en Novorum Vegetabilium Descriptiones 2(Orch. Opusc.): 33. 1825.
Etimología
Cuitlauzina: nombre genérico otorgado en honor de Cuitlahuazin un caudillo mexicano hermano de Moctezuma.
pendula: epíteto latíno que significa "pendular".
Sinónimos
- Cuitlauzina pendula f. rosella (Lem.) O.Gruss & M.Wolff
- Lichterveldia lindleyi Lem.
- Odontoglossum citrosmum Lindl.
- Odontoglossum citrosmum var. rosellum Lem.
- Odontoglossum pendulum (Lex.) Bateman
- Oncidium citrosmum (Lindl.) Beer
- Oncidium galeottianum Drapiez[1][4]